# 王象乾
王象乾（1546年—1630年），字子廓，號霽宇，祖籍山東諸城縣大營（今山東省諸城市舜王街道大營村），新城縣（山東淄博市桓台县）人，明朝政治人物，官至兵部尚書。

## 生平
王象乾生於明嘉靖二十五年（1546年）。隆慶四年（1571年）山東鄉試中第二名舉人，隆慶五年（1572年）聯捷進士，任山西聞喜縣知縣。萬曆五年（1577年），授兵部武選司主事，升職方司員外郎。萬曆十一年，授兵部武選郎中。后外放保定府知府。萬曆十四年，以卓异纪录，升任河南副使。萬曆十七年，改山西右參政。萬曆二十年（1592年），升任山西右布政使，照旧管事。萬曆二十二年，授宣府巡撫，兼右僉都御史，二十五年加升右副都御史。萬曆二十八年，兼兵部右侍郎，次年改左侍郎，同年總督川湖貴州軍務、兼任四川巡撫。萬曆三十六年，授右都御史，總督薊遼保定等處。萬曆四十年，授兵部尚書，因多年鎮守薊遼，治軍有方，威震九邊。同年加太子太保。天啟元年，升太子太傅。后屢次加封少傅、少師、太子太師。
因邊境多事，崇禎元年（1628年），83歲時再起為宣大總督，崇禎三年（1631年）卒。贈太師。

## 紀念
萬曆四十七年（1619年），在桓台建有四世宮保坊，相傳為書法家董其昌手筆。

## 家族
王象乾出身新城王氏世家，為王貴的第六代孫，王府教授贈户部主事王麟之曾孫，布政司左參議贈太僕寺少卿王重光之長孫，太僕寺少卿王之垣之長子。母亲于氏，贈孺人；継母路氏，封孺人。重庆下。弟王象坤，礼部主事；王象蒙，贡士；王象奉、王象震、王象賁、王象晋、王象良、王象節、王象萃、王象恒、王象颐。
有子王與直、王與慎。